# 敵
敵（てき、かたき）は、自分に危害を加えようとしている相手、自分の利益の達成を阻害している相手、戦場における交戦相手、ゲームや競技における競争相手（ライバル）を指す。いっぽうの利益がいっぽうの損失になり、攻撃行動を惹起する。また、自分の好みや考えと著しく対立している人物や組織を指すこともある。対義語は味方（wikt:みかた）・仲間（wikt:なかま）。
また、広く社会的関係、人間関係における競争相手についても敵（かたき）を用いるが、恋敵（こいがたき）、商売敵（しょうばいがたき）のように、「-がたき」と変形して複合語になることが多い。また、このような複合語は、好敵手（こうてきしゅ）に用いられる「敵」と同じく、単なる利益相反の相手、攻撃対象の相手とは限らず、切磋琢磨してゆく関係を指す場合にも用いられる。